# 부자멉현
부자멉현(베트남어: Huyện Bù Gia Mập / 縣蒲家䏜)은 베트남 남동부 지방 빈프억성의 현이다.

## 행정 구역
부자멉현은 8사를 관할하고 있다.

### 사
- 빈탕 사 (Xã Bình Thắng, 平勝社)
- 부자멉 사 (Xã Bù Gia Mập, 布亞摩社)
- 다끼아 사 (Xã Đa Kia, 多箕社)
- 닥어 사 (Xã Đắk Ơ, 得于社)
- 득하인 사 (Xã Đức Hạnh, 德行社)
- 푸응이어 사 (Xã Phú Nghĩa, 富義社)
- 푸반 사 (Xã Phú Văn, 富文社)
- 프억민 사 (Xã Phước Minh, 福明社)